# Charles Baker Adams
Charles Baker Adams (* 11. Januar 1814 in Dorchester, Massachusetts; † 19. Januar 1853 in Saint Thomas Parish, Jamaika) war ein US-amerikanischer Naturforscher.

## Biografie
Nach dem Besuch des Amherst College studierte er von 1834 bis 1836 am Priesterseminar von Andover. Anschließend nahm er an einer geologischen Untersuchung zur Kartografie von New York unter Edward Hitchcock teil. 1837 wurde er selbst Tutor am Amherst College, ehe er 1838 zum Professor für Chemie und Naturgeschichte an das Middlebury College in Vermont berufen wurde.
Zwischen 1844 und 1851 unternahm er mehrere Forschungsreisen nach Panama und die Westindischen Inseln. Daneben war er von 1845 bis 1848 als Geologe für den Bundesstaat Vermont tätig.
1847 nahm Adams einen Ruf als Professor für Astronomie und Zoologie an das Amherst College an. 1849 wurde er in die American Academy of Arts and Sciences gewählt.
Neben seiner Lehr- und Forschungstätigkeit war er Verfasser zahlreicher Fachaufsätze und Bücher, unter anderem:
- Contributions to Conchology.
- Stostoma.
- Vitrinella.
- Catalogue of the genera and species of recent shells in the collection of C.B. Adams. 1947, doi:10.5962/bhl.title.11702
- Catalogue of Shells Collected in Panama. New York 1852
- Elements of Geology. 1852 (Co-Autor Alonzo Gray).